# Солза
Солза — Solza margarita (помилк. Solsa) — один з представників едіакарської біоти, систематичне положення якого не визначено. Його відбитки були знайдені у відкладеннях на берегах річки Солза (Приморський район Архангельської області). Родову назву дано за назвою річки Солза, видова назва — латинська форма дав.-гр. μαργᾰρίτης — перлина.

## Морфологія
Тіло солзи має яйцеподібні обриси, в центрі — опукле низькоконічне (вершина конуса зміщена до загостреного кінця), а по краях — злегка сплощене. У виявлених відбитків довжина варіюється від 7,2 до 10,5 мм, ширина — від 5,3 до 8 мм. Майже всі відбитки трохи деформовані (тіло солзи прогнуте на одному з кінців або завалено набік).
Поверхня відбитків покрита валиками, що розходяться від центра і багаторазово гілкуюються, це, мабуть, відображає наявність якихось борозенок на поверхні. Судячи по їх нечіткому рельєфу, найімовірніше, що вони утворилися над якимись внутрішніми порожнинами тіла після смерті тварини. З цього можна зробити висновок, що тіло солзи містило єдину систему сполучених один з одним внутрішніх порожнин, тонкі кінці яких доходили до країв тіла і, можливо, відкривалися назовні. Такі сполучені із зовнішнім середовищем порожнини, очевидно, пов'язані з харчуванням тварини — мабуть, солза харчувалася відфільтрованими з води мікроорганізмами, частками суспензії або розчиненими у воді речовинами. Оскільки для білатеральних тварин не властивий осілий спосіб життя, то, мабуть, солза могла пересуватися, хоча ніяких доріжок на відбитках не виявлено.